# Сексуальне насильство в кампусах
Сексуальне насильство в кампусах — сексуальне насильство, включаючи зґвалтування, щодо студентки/студента під час навчання у вищому навчальному закладі, наприклад коледжі чи університеті. Жертвами таких нападів частіше стають жінки, але жертвами можуть стати будь-які статі. Оцінки сексуального насильства, які різняться залежно від визначень і методології, загалом показують, що під час навчання в коледжі приблизно 19–27 % студенток коледжу та 6–8 % чоловіків коледжу зазнають сексуального насильства.
Опитування Національного інституту юстиції США 2007 року показало, що 19,0 % студенток коледжу та 6,1 % чоловіків коледжу зазнали або сексуального насильства, або спроби сексуального насильства після вступу до коледжу. У юридичному огляді Університету Пенсільванії в 2017 році Д. Тюркгаймер проаналізувала літературу щодо звинувачень у зґвалтуваннях і повідомив про проблеми, пов'язані з довірою до жертв зґвалтувань, і як це пов'язано з неправдивими звинуваченнями у зґвалтуванні. Вона вказала на дані національного опитування Центрів з контролю та профілактики захворювань, які вказують на те, що 1 з кожних 5 жінок (і 1 із 71 чоловіків) протягом свого життя колись зазнає зґвалтування. Незважаючи на поширеність зґвалтувань і той факт, що неправдиві звинувачення в зґвалтуваннях трапляються рідко, Тюркхаймер повідомила, що правоохоронці часто не вірять у ймовірне зґвалтування. Це документально підтверджене упередження призводить до скорочення результатів розслідування та кримінального правосуддя, які є хибними порівняно з іншими злочинами. Тюркхаймер каже, що жінки стикаються зі «знижками в довірі» на всіх етапах судової системи, включно з поліцією, присяжними, суддями та прокурорами. Ці знижки на довіру особливо виражені, коли жертва знайома з обвинувачем, і переважна більшість зґвалтувань належить до цієї категорії. Міністерство юстиції США підрахувало, що з 2005 по 2007 рік приблизно 2 % жертв, які були зґвалтовані, будучи недієздатними (через наркотики, алкоголь чи з інших причин), повідомили про зґвалтування в поліцію, порівняно з 13 % жертв, які зазнали фізичного примусу.
У відповідь на звинувачення в тому, що школи погано підтримують жінок, які повідомили про сексуальне насильство, у 2011 році Міністерство освіти Сполучених Штатів надіслало університетам листа «Шановний колего», в якому порадило навчальні заклади щодо різних методів, спрямованих на зменшення випадків сексуального насильства в кампусах. Деякі правознавці висловили занепокоєння щодо ризиків зловживань щодо обвинувачених. Після змін у дисциплінарних процесах чоловіки подали позови, стверджуючи про упередженість та/або порушення їхніх прав.

## Заходи
Наразі немає жодних доказів того, що жінки, які навчаються в коледжі, піддаються більшому ризику сексуального насильства, ніж жінки того ж віку, які не відвідують коледж. Огляд опублікованого дослідження в 2017 році показав, що приблизно 1 з 5 жінок є «достатньо точним середнім показником для жінок і студентських містечок» щодо відсотка жінок, які зазнали сексуального насильства під час навчання в коледжі.
Дослідження, які вивчали випадки сексуального насильства серед студентства коледжів у західних країнах, окрім США, дали результати, подібні до тих, які отримали американські дослідники. Дослідження репрезентативної національної вибірки студентів канадійських коледжів у 1993 році показало, що 28 % жінок зазнали тієї чи іншої форми сексуального насильства в попередньому році, а 45 % жінок зазнали тієї чи іншої форми сексуального насильства після вступу до коледжу. У 1991 році дослідження 347 студентів у Новій Зеландії показало, що 25,3 % зазнали зґвалтування або спроби зґвалтування, а 51,6 % зазнали певної форми сексуальної віктимізації. Дослідження студентства у Великій Британії, проведене у 2011 році, показало, що 25 % жінок зазнали певного типу сексуального насильства під час навчання в університеті, а 7 % жінок зазнали зґвалтування або спроби зґвалтування, будучи студентками коледжу.

### Звітність
Дослідження постійно показують, що більшість жертв зґвалтувань та інших сексуальних насильств не повідомляють про свої напади правоохоронним органам. Більшість жінок, які зазнали сексуального насильства, не повідомляють про це через різні причини, пов'язані з збентеженням і соромом. Для того, щоб заохотити тих, хто потребує підтримки/керівництва, звернутися за допомогою, стигматизація сексуального насильства має бути покінчена. Через неподання звітів дослідники зазвичай покладаються на опитування для вимірювання сексуального насильства. Дослідження показують, що від 10 % до 29 % жінок стають жертвами зґвалтування або спроби зґвалтування з моменту вступу до коледжу. За оцінками Національного дослідження жертв злочинності, на 1000 студентів щорічно відбувається 6,1 випадків сексуального насильства. Однак, як правило, дослідники вважають, що це джерело значно занижує кількість сексуальних насильств. Методологічні відмінності, такі як метод проведення опитування, використане визначення зґвалтування чи сексуального насильства, формулювання запитань і досліджуваний період часу, сприяють цим відмінностям. Наразі немає консенсусу щодо найкращого способу вимірювання зґвалтування та сексуального насильства.
У студентських містечках було виявлено, що алкоголь є поширеною проблемою щодо сексуального насильства. Підраховано, що 1 з 5 жінок зазнає нападу, і з цих жінок у 50–75 % нападник, жінка або обоє до нападу вживали алкоголь. Це не тільки стало чинником у кількості випадків сексуального насильства в університетському містечку, але через поширеність нападів також впливає нездатність дати згоду в стані алкогольного сп'яніння, а сторонні перехожі не знають, коли втрутитися через власне сп'яніння чи інтоксикація потерпілої чи потерпілого.
У 1995 році CDC відтворив частину цього дослідження за участю 8810 студентів у 138 кампусах коледжів. Вони досліджували лише зґвалтування, а не спроби зґвалтування. Вони виявили, що протягом свого життя 20 % жінок і 4 % чоловіків зазнали зґвалтування.
Якщо хтось хоче звернутися по допомогу в приватному порядку, є багато гарячих ліній, щоб отримати підтримку анонімно та конфіденційно. Найбільшою національною організацією боротьби з сексуальним насильством є RAINN (Rape, Abuse & Incest National Network — Національна мережа зґвалтувань, насильства та інцесту). RAINN ннадає підтримку та настанови особам, які пережили насильство, багатьма способами.
Кампуси коледжів також зобов'язані надавати підтримку будь-яким студентам, які зазнали сексуального насильства відповідно до законів Розділу IX (Title IX). «Проєкт „Права жінок“ у співпраці зі „Студентами, активними за припинення зґвалтувань“ (Students Active For Ending Rape — SAFER) — національною неприбутковою організацією, яка надає студентам можливість притягнути коледжі до відповідальності за сексуальне насильство у своїх громадах — створив інформаційний бюлетень, серію подкастів та інші ресурси на цій сторінці, щоб донести до студентських активістів інформацію про те, як вони можуть використати Розділ IX як ефективний інструмент для здійснення змін». Завдяки цьому студенти не можуть бути відсторонені від послуг підтримки, що надаються їхнім коледжем чи університетом. Це дозволяє постраждалим отримати необхідну підтримку після нападу.

### Критика
Деякі популярні коментатори, такі як Стюарт Тейлор-молодший, стверджують, що багато опитувань, які використовуються для вимірювання рівня сексуального насильства, є недостовірними, оскільки в них, швидше за все, беруть участь жертви сексуального насильства. Він також сказав, що екстраполяція кількості людей, які заявили, що вони повідомили про зґвалтування у своїй школі в минулому році, призвела до 44 000 щорічних повідомлень про зґвалтування, тоді як насправді до університетів надходить лише 5 000 повідомлень про сексуальне насильство всіх видів (включаючи зґвалтування) на рік. Він також поскаржився на те, що визначення сексуального насильства, яке використовувалося в опитуваннях, було ширшим, ніж те, що визначено законом, і що термін «сексуальне насильство» або «зґвалтування» не використовувався в опитуванні.

## Пояснення
Для пояснення сексуального насильства використовуються три широкі підходи.
Перший підхід, «індивідуальні детермінанти», випливає з психологічної перспективи зґвалтування. Цей підхід розглядає сексуальне насильство в кампусі як результат індивідуальних особливостей, якими володіють насильник та/або жертва. Наприклад, Маламут і колеги визначили індивідуальні характеристики ворожої маскулінності та знеособленої сексуальної поведінки як найважливіші предиктори сексуальної агресії щодо жінок. За їхньою психологічною моделлю, чоловіки, які демонструють ворожі риси маскулінності (наприклад, бажання контролювати/домінувати над жінками та невпевнену, гіперчутливу і недовірливу орієнтацію по відношенню до жінок) та знеособлену сексуальну поведінку (наприклад, емоційно відсторонену, нерозбірливу і необов'язкову орієнтацію в сексуальних стосунках), більш схильні підтримувати застосування насильства щодо жінок і брати участь у сексуальному насильстві. Їхні висновки були відтворені у вибірках студентів коледжів та дорослих, які не є студентами (Malamuth та ін., 1991; Malamuth та ін., 1993). Крім того, нарцисичні права та риси агресії були визначені як основні індивідуальні фактори ризику зґвалтування (LeBreton та ін., 2013). Загальне бажання або потреба в сексі, всупереч поширеній думці, суттєво не пов'язані з сексуальним насильством, що свідчить про те, що сексуальне насильство є актом домінування, а не сексуального задоволення (Abbey & McAuslan, 2004). Що стосується жертв, то білі жінки, першокурсниці, особи, які не навчаються в університетських містечках, попередні жертви та більш сексуально активні жінки є більш вразливими до сексуального насильства.
Підхід до культури зґвалтувань походить від фемінізму другої хвилі і зосереджується на тому, наскільки зґвалтування є поширеним і нормалізованим через ставлення суспільства до гендеру та сексуальності.
Третій підхід до пояснення зґвалтування визначає контекст, у якому відбуваються зґвалтування та сексуальне насильство. Цей підхід припускає, що, незважаючи на те, що культура зґвалтування є фактором, чому відбувається сексуальне насильство, характеристики його середовища також можуть підвищити вразливість. Наприклад, практики, правила, розподіл або ресурси, а також ідеології університету чи коледжу можуть сприяти нездоровим уявленням про стать і, у свою чергу, можуть сприяти сексуальному насильству на кампусі. Братства відомі тим, що влаштовують вечірки, на яких заохочуються запої та випадковий секс, що підвищує ризик сексуального насильства.

## Характеристики

### Демографія злочинця
Дослідження Девіда Лісака показало, що на серійних ґвалтівників припадає 90 % усіх зґвалтувань у студентських містечках, у середньому по шість зґвалтувань на кожного. Дослідження студентів-чоловіків, проведене в 2015 році під керівництвом Кевіна Свартаута з Університету штату Джорджія, показало, що четверо з п'яти злочинців не відповідають профілю серійних хижаків.
З 1084 респондентів опитування 1998 року в Університеті Свободи 8,1 % чоловіків і 1,8 % жінок повідомили про вчинення небажаного сексуального насильства. Згідно з дослідженням Керол Бомер та Андреа Паррот «Сексуальне насильство на кампусі», чоловіки з більшою ймовірністю піддаються сексуальному насильству, якщо вони обирають проживання в чоловічому гуртожитку, коли є гуртожитки для спільного проживання.
Як спортивні чоловіки, так і братства мають вищий рівень сексуального насильства. Студенти-спортсмени вчиняють одну третину всіх сексуальних насильств у студентських містечках у шість разів більше, ніж не-спортсмени. У дослідженні, проведеному NASPA в 2007 і 2009 роках, йдеться про те, що «члени братств частіше вчиняють зґвалтування, ніж ті, хто не є членами братств».
В іншій статті Антонії Еббі вона виявила, що існують певні характеристики злочинців-чоловіків, які наражають їх на ризик вчинення сексуального насильства. Як вона наголошує, злочинці бувають різними, «але багато з них виявляють відсутність турботи про інших людей, маючи високий бал на нарцисизм і низький рівень емпатії. Багато з них мають високий рівень гніву загалом, а також ворожість до жінок; вони з підозрою ставляться до мотивів жінок, вважають звичайним міфам про зґвалтування та мати почуття права на секс». Крім того, чоловіки в спортивних командах частіше вчиняють напади після гри. Спільним для обох випадків є вживання алкоголю. Нападники не обмежуються цими двома ситуаціями, однак може також існувати зв'язок з їхнім статусом у школі.

### Демографія жертви
Дослідження студентства американських коледжів показує, що білі жінки, колишні жертви, студентки першого курсу та більш сексуально активні жінки найбільш уразливі до сексуального насильства. Жінки, які зазнали сексуального насильства до вступу до коледжу, мають більший ризик зазнати сексуального насильства і в коледжі. Інше дослідження показує, що білі жінки частіше, ніж небілі жінки, зазнають зґвалтування в нетверезому стані, але рідше зазнають інших форм зґвалтування. Було встановлено, що «роль зґвалтувань на вечірках у житті білих студенток підтверджується нещодавнім дослідженням, яке показало, що „білі жінки частіше [ніж небілі] зазнавали зґвалтувань у стані алкогольного сп'яніння і рідше — інших видів зґвалтувань“». Цей високий рівень зґвалтувань у стані алкогольного сп'яніння пояснюється тим, що білі жінки повідомляють про вищий загальний рівень сексуального насильства, ніж кольорові жінки, хоча необхідні подальші дослідження расових відмінностей та організації студентських вечірок у коледжах. Незалежно від расової приналежності, більшість жертв знають нападника. Чорношкірі жінки в Америці частіше повідомляють про сексуальне насильство, скоєне незнайомцем. Жертви зґвалтувань здебільшого мають вік від 10 до 29 років, тоді як злочинці, як правило, від 15 до 29 років. Майже 60 % зґвалтувань, які відбуваються в університетських містечках, стаються або в гуртожитку, або в квартирі жертви. Такі зґвалтування відбуваються частіше за межами університету, ніж на території університету.
Дослідження Національного інституту юстиції 2007 року показало, що з точки зору кривдників близько 80 % тих, хто пережив сексуальне насильство з фізичним примусом або позбавлене дієздатності, зазнали нападу з боку когось, кого вони знали.
У звіті AAU Campus Climate Survey 2015 року було виявлено, що студенти-трансгендери та студенти, які не відповідають гендерним нормам, частіше, ніж їхні однолітки, зазнають сексуального насильства, пов'язаного з фізичною силою або позбавленням дієздатності. З 1398 студентів, які ідентифікували себе як TGQN, 24,1 % студентів і 15,5 % аспірантів/студентів професіоналів повідомили, що зазнали сексуального насильства із застосуванням фізичної сили після зарахування. Для порівняння, 23,1 % студенток і 8,8 % студенток повідомили про такий самий тип сексуального насильства, а також 5,4 % студенток і 2,2 % студентів. Загалом сексуальне насильство чи неналежну поведінку зазнали 19 % серед студентів-трансгендерів і студентів, які не відповідають гендерним вимогам, 17 % серед студенток і 4,4 % студентів-чоловіків.
Багато жертв повністю або частково звинувачують себе в нападі, тому що їм соромно і соромно, або вони бояться, що їм не повірять. Ці елементи можуть призвести до того, що про злочин не буде повідомлено. За дослідженням, «міфи, стереотипи та необґрунтовані переконання щодо чоловічої сексуальності, зокрема чоловічої гомосексуальності», сприяють заниженню рівня повідомлень серед чоловіків. Крім того, «жертви сексуального насильства чоловічої статі мають менше ресурсів і зазнають більшої стигми, ніж жертви сексуального насильства жіночої статі». Іспаномовні та азійські студенти можуть мати нижчий рівень знайомства з жертвою чи злочинцем через культурні цінності, які не заохочують до розголошення.
Дослідження Neumann виявило, що члени братства частіше, ніж інші студенти коледжу, участвують у зґвалтуваннях; Оглядаючи літературу, він описав численні причини цього, включно з визнанням однолітків, вживанням алкоголю, прийняттям міфів про зґвалтування та розглядом жінок як сексуалізованих об'єктів, а також високо маскулінізоване середовище. Незважаючи на те, що групове зґвалтування в університетських містечках є проблемою, зґвалтування через знайомство та вечірку (форма зґвалтування через знайомство, мішенню якої є п'яні люди) є більш імовірними.

#### Сексуальна орієнтація та гендерна ідентичність
10 % чоловіків із числа сексуальних меншин, 18 % жінок із числа сексуальних меншин і 19 % студентів, які є небінарними або студенти-перехідники повідомили про небажані сексуальні контакти з моменту вступу до коледжу, на відміну від гетеросексуальної більшості.
Було виявлено прямий зв'язок між внутрішньою гомофобією та небажаним сексуальним досвідом серед ЛГБТК-студентів коледжу, що свідчить про те, що особливий стрес, пов'язаний із ідентифікацією ЛГБТК як студента коледжу, піддає людей більшому ризику сексуального насильства. Перешкоди, з якими стикаються ЛГБТ-студенти щодо сексуального насильства, можна віднести не лише до внутрішньої гомофобії, але й до інституціоналізованого гетеросексизму та цисексизму в університетських містечках.

##### Норми розкриття
У ширшій категорії ЛГБТК-студентів в цілому гендерні та расові тенденції сексуального насильства відображають тенденції сексуального насильства серед гетеросексуальних студентів коледжів, причому сексуальне насильство частіше трапляється серед жінок та чорношкірих / афроамериканських молодих дорослих. Коли ЛГБТК-студенти звертаються до офіційного ресурсу, наприклад, до лікаря чи психолога, вони часто не можуть впоратися зі специфічною вразливістю та стресами ЛГБТК-студентів, що призводить до того, що ЛГБТК-студенти з меншою ймовірністю розкажуть про це в майбутньому.

##### Сексуальне насильство та психічне здоров'я
Існують дослідження, які показують, що існує зв'язок між сексуальним насильством і проблемами психічного здоров'я. Ці проблеми варіюються від ПТСР (посттравматичного стресового розладу), депресії, психозу та зловживання психоактивними речовинами. Дослідження також показує, що високий відсоток людей, які звертаються за допомогою до психологічних ресурсів, мали досвід сексуального насильства.
На випадки сексуального насильства серед ЛГБТ-студентів можуть впливати різноманітні ситуаційні фактори. Багато членів молодіжної спільноти ЛГБТК страждають від серйозної депресії та суїцидальних думок. Поширеність спроб самогубства серед ЛГБТК коливається від 23 % до 42 % для молоді. Багато ЛГБТК-молоді вживають алкоголь, щоб впоратися з депресією. Одне дослідження показало, що 28 % опитаних [хто є «тими»?] отримували лікування від зловживання алкоголем або наркотиками. Крім того, рівень вживання психоактивних речовин і зловживання ними набагато вищий серед ЛГБТК-студентів, ніж гетеросексуалів, причому ЛГБТК-жінки в 10,7 разів частіше вживають алкоголь, ніж гетеросексуальні жінки. На жаль, багато хижаків обирають собі за жертву тих, хто здається вразливим, і було виявлено, що більше половини жертв сексуального насильства повідомили, що вони були напідпитку, коли їх піддавали насильству.

## Фактори ризику
Дослідники виявили ряд факторів, які сприяють підвищенню рівня сексуального насильства в університетських містечках. Індивідуальні фактори (такі як вживання алкоголю, безособова сексуальна поведінка та вороже ставлення до жінок), екологічні та культурні фактори (такі як підтримка однолітками сексуальної агресії, стрес щодо гендерної ролі та перекіс гендерного співвідношення), а також неадекватні зусилля поліції кампусу та адміністратори були запропоновані як потенційні причини. Крім того, впливають загальні культурні уявлення про звинувачення жертви, оскільки про більшість нападів ніколи не повідомляється через сором чи страх.

### Семестр і класний ранг
Кілька досліджень показали, що ризик сексуального насильства є вищим для студентів першого або другого курсу коледжу, і що сексуальні насильства трапляються частіше в період між серпнем і листопадом, коли багато студентів вперше прибувають до кампусу. Цей період часто називають «червоною зоною» серед дослідників сексуального насильства та в матеріалах із запобігання сексуальному насильству.
Хоча існування «червоної зони» спочатку ґрунтувалося переважно на анекдотичних доказах, кілька нещодавніх досліджень виявили, що зареєстрований рівень сексуального насильства найвищий серед першокурсниць і вищий серед другокурсниць порівняно з жінками на третьому та четвертому курсах. коледж. Дослідження 2008 року Kimble et al. також знайшов підтримку для твердження, що сексуальні напади траплялися частіше в осінньому семестрі, але автори попередили, що на тимчасовий ризик сексуального насильства можуть впливати «місцеві фактори», такі як розклад семестрів, система проживання в кампусі або час великих заходів братства.
Дослідники називають кілька можливих причин «червоної зони»: першокурсники та другокурсники частіше відвідують вечірки та вживають алкоголь, ніж студенти молодших та старших курсів, що пов'язано з підвищеним ризиком сексуального насильства. Першокурсники можуть бути більш уразливими до сексуального насильства протягом першого семестру, оскільки вони не мають близьких друзів, які могли б втрутитися, якщо їм загрожує напад, або тому, що вони не знають про неформальні стратегії, які старші студенти використовують, щоб уникнути небажаної сексуальної уваги. Кілька вчених також відзначили, що період між серпнем і листопадом зазвичай збігається з тижнем «піху» братства, коли студенти частіше відвідують вечірки братства, що може бути пов'язане з вищим ризиком сексуального насильства.

### Вплив алкоголю
Як жертви, так і злочинці сексуального насильства часто повідомляють, що вони вживали алкоголь під час насильства. Наприклад, у 2007 році дослідження сексуального насильства в Кампусі виявило, що більшість сексуальних насильств відбувалися після того, як жінки добровільно вживали алкоголь. У дослідженні 1998 року 47 % чоловіків, які зізналися у скоєнні сексуального насильства, також повідомили, що під час нападу вони вживали алкоголь.
Під час соціальних взаємодій споживання алкоголю заохочує упереджену оцінку сексуальних мотивів партнера, погіршує спілкування щодо сексуальних намірів і посилює неправильне сприйняття сексуальних намірів. Ці наслідки посилюються впливом однолітків на те, як поводитися під час вживання алкоголю. Вплив алкоголю на момент примусового сексу, ймовірно, погіршує здатність виправляти неправильне сприйняття, зменшує здатність протистояти сексуальним досягненням і виправдовує агресивну поведінку. Алкоголь є виправданням для поведінки, яка зазвичай вважається невідповідною. Зростання кількості нападів на кампусах коледжів можна пояснити соціальними очікуваннями, що студенти беруть участь у вживанні алкоголю. Норми для однолітків у кампусах американських коледжів — багато пити, діяти розкуто та вступати у випадковий секс. Проте дослідження звітів жінок у коледжі показує, що вживання ними психоактивних речовин не є фактором ризику примусового сексуального насильства, але є фактором ризику сексуального насильства, коли жертва є недієздатною.
Різні дослідження прийшли до таких результатів:
- Щонайменше 47 % випадків сексуального насильства студентів коледжу пов'язані з вживанням алкоголю.[21]
- Жінки, чиї партнери зловживають алкоголем, у 3,6 рази частіше за інших жінок піддаються нападу з боку своїх партнерів.[73]
- У 2013 році понад 14 700 студентів у віці від 18 до 24 років стали жертвами сексуального насильства, пов'язаного з алкоголем, у США.[21]
- У тих насильницьких інцидентах, зафіксованих поліцією, в яких алкоголь був фактором, близько 9 % правопорушників і майже 14 % жертв були віком до 21 року.[74]

Дехто відзначив гендерно-специфічні та різні стандарти для згоди в нетверезому стані. У нещодавньому судовому процесі проти Університету Дьюка адміністратор Дьюка, коли його запитали, чи має бути взаємна усна згода, коли обидва учасники п'яні, заявив: «Якщо це чоловік і жінка, то відповідальність у випадку чоловіка полягає в тому, щоб перш ніж приступити до сексу отримати згоду». Інші інституції вказують лише на те, що жертва зґвалтування має бути «сп'янілою», а не «недієздатною» від алкоголю чи наркотиків, щоб унеможливити згоду.
В одному дослідженні, яке Антонія Еббі описує у своїй статті, група зі 160 чоловіків-студентів слухає аудіозапис зґвалтування на побаченні. Спочатку жінка погоджується на поцілунки та дотики, але як тільки чоловік намагається зняти з неї одяг, а вона відмовляється, чоловік стає більш агресивним вербально та фізично. Чоловіків попросили зупинити запис, коли вони вважали поведінку чоловіка невідповідною. «Учасники, які вживали алкоголь, дозволяли чоловікові продовжувати довше і оцінювали сексуальне збудження жінки вище, ніж тверезі учасники. Отримані дані свідчать про те, що чоловіки у стані алкогольного сп'яніння можуть проєктувати власне сексуальне збудження на жінку, не помічаючи або ігноруючи її активний протест».
Дослідження, проведене Елізабет Армстронг, Лорою Гамільтон і Брайаном Суїні у 2006 році, свідчить, що саме культура і гендерна природа студентських вечірок створюють середовище з більшою ймовірністю сексуального насильства. Вони стверджують: «Культурні очікування, що відвідувачі вечірок багато п'ють і довіряють товаришам по вечірці, стають проблематичними, коли поєднуються з очікуваннями, що жінки повинні бути ввічливими і підкорятися чоловікам. Виконання ролі учасниці вечірки призводить до вразливості жінок, яку деякі чоловіки використовують для того, щоб змусити їх до сексу без згоди».
Алкоголь є чинником багатьох зґвалтувань та інших сексуальних нападів. Як показує дослідження Армстронга, Гамільтона і Суїні, це може бути однією з причин заниження кількості зґвалтувань, коли жертви бояться, що їх проігнорують або їм не повірять через те, що вони були напідпитку.

### Ставлення
Індивідуальне ставлення та ставлення групи однолітків також було визначено як важливий фактор ризику вчинення сексуального насильства серед чоловіків студентського віку в Сполучених Штатах. Схильність до вчинення зґвалтування в гіпотетичному сценарії, а також наявність в анамнезі сексуальної агресії позитивно корелюють зі схваленням толерантного ставлення до зґвалтування або підтримки зґвалтування серед чоловіків. Прийняття міфів про зґвалтування — упереджені та стереотипні уявлення про зґвалтування та ситуації, пов'язані зі зґвалтуванням, такі як переконання, що «ґвалтують лише розпусних жінок» або що «жінки самі напрошуються» — корелює із самозвітністю про сексуальну агресію в минулому та із самозвітністю про готовність вчинити зґвалтування в майбутньому серед чоловіків.
Дослідження 2007 року показало, що чоловіки студентського віку, які повідомили про попередню сексуальну агресію, негативно ставляться до жінок і гендерних ролей, більш схильні до вживання алкоголю для отримання сексу, більш схильні вважати, що зґвалтування є виправданим за певних обставин, більш схильні звинувачувати жінок у своїй віктимізації і більш схильні розглядати сексуальне завоювання як важливий символ статусу.
За словами соціолога Майкла Кіммела, у кількох університетських та коледжних містечках Північної Америки існує середовище, де можна зґвалтувати. Кіммел визначає таке середовище як «таке, у якому спостерігачі повідомляють про високу кількість зґвалтувань, або зґвалтування виправдовується як церемоніальний вияв мужності, або як зґвалтування як акт, за допомогою якого чоловікам дозволяється карати жінок або погрожувати їм».

## Профілактичні заходи
У Сполучених Штатах Розділ IX забороняє дискримінацію за ознакою статі в будь-якій школі чи університеті, які отримують федеральне фінансування. Починаючи з 1980-х років регуляторні органи та суди вважали, що запобігання ґендерній дискримінації вимагає від шкіл впровадження політики захисту учнівства від сексуального насильства чи ворожого освітнього середовища, мотивуючи це тим, що це може обмежити доступ жінок до освіти. Відповідно до Розділу IX, школи зобов'язані докладати зусиль для запобігання сексуальному насильству та домаганням, а також мати політику для розслідування скарг і захисту жертв. Хоча школи зобов'язані повідомляти жертвам сексуального насильства про те, що вони мають право повідомити про напад у поліцію, це повідомлення є добровільним. Школи зобов'язані самостійно розслідувати претензії та проводити дисциплінарні процедури, незалежно від того, чи повідомлено про сексуальне насильство, чи розслідує поліція. Приблизно 83 % офіцерів у кампусах коледжів — чоловіки, проте дослідження показують, що більше жінок-офіцерів правоохоронних органів збільшує кількість повідомлень про сексуальне насильство.
Найвідомішою артикуляцією того, що зґвалтування та сексуальне насильство є ширшою проблемою, стала книга 1975 року «Проти нашої волі». Книга розширила сприйняття зґвалтування як злочину, скоєного незнайомцями, до злочину, до якого частіше причетні друзі та знайомі, а також підвищила обізнаність про нього. Ще у 1980-х роках зґвалтування в студентських містечках вважалося злочином, про який не повідомляли. Причинами цього були вживання алкоголю, небажання студентів повідомляти про злочин, а також ігнорування університетами цієї проблеми.
Кардинальна зміна в тому, як університети поводяться з повідомленнями про злочини, відбулася після зґвалтування і вбивства Жанни Клері у 1986 році в гуртожитку університету. Її батьки наполягали на прийнятті закону про безпеку в кампусі та інформування про злочини, який став основою для Закону про розкриття інформації про політику безпеки в кампусі та статистику злочинів у кампусі імені Джин Клері. Закон Клері вимагає, щоб усі школи в США, які беруть участь у федеральних програмах допомоги студентам, впроваджували політику протидії сексуальному насильству.
Дослідження, проведене Національним інститутом юстиції у 2000 році, показало, що лише близько третини шкіл США повністю дотримуються федеральних правил щодо реєстрації та звітування про випадки сексуального насильства, і лише половина пропонує можливість анонімного повідомлення про жертви сексуального насильства. Одне нещодавнє дослідження показало, що університети також значно занижують інформацію про напади як частину Закону Клері, за винятком випадків, коли вони перебувають під пильною увагою. Під час дослідження показник, заявлений установами, зростає на 44 %, щоб потім повернутися до базового рівня.
Багато коледжів у Сполучених Штатах потрапили під федеральне розслідування через розгляд справ про сексуальне насильство, які правозахисні організації назвали дискримінаційними та неналежними.
Обов'язкове повідомлення про сексуальні напади в університетських містечках нещодавно було включено до запропонованих законопроектів. У березні 2015 року Національний альянс з протидії сексуальному насильству (NAESV) спільно з організацією «Знай свій IX» провів опитування щодо права потерпілих на вибір — повідомляти про напад до поліції чи ні, а також щодо законодавства, яке передбачало б обов'язковість судового переслідування за повідомлення про сексуальне насильство в університеті чи коледжі. «Відповідаючи на запитання, що їх турбує, якщо повідомлення в поліцію буде обов'язковим, 79 % відповіли, що „це може мати стримуючий вплив на повідомлення“, в той час як 72 % були стурбовані тим, що „потерпілі будуть змушені брати участь у системі кримінального правосуддя / йти до суду“».
Близько 50 % випадків сексуального насильства, які стаються в університетському містечку, зазвичай стаються між початком осіннього семестру і до канікул на День подяки. Це зазвичай називають «червоною зоною». Цей часовий проміжок вважається більш небезпечним для першокурсників. Метушня пояснює: «Ці місяці часто сповнені випивних шкільних вечірок, де першокурсники з невеликим досвідом випивки (і мало друзів, які за ними стережуться) особливо вразливі до нападу». Цілком ймовірно, що студенти-першокурсники недостатньо поінформовані, коли йдеться про вживання профілактичних заходів, щоб уникнути таких нападів. Кілька порад полягають у тому, щоб бути в курсі оточення, звертати увагу на свої напої та звертати увагу на своїх друзів і переконатися, що вони в безпеці.

### Політика позитивної згоди
Щоб контролювати поведінку учнів, деякі штати, такі як Нью-Йорк, Коннектикут і Каліфорнія, встановили, що багато шкіл вимагають «твердої згоди» (широко відомого як «так означає так»). Політика вимагає від студентів отримувати постійну й активну згоду протягом будь-якого сексуального контакту. У політиці стверджується, що «мовчання або відсутність опору самі по собі не демонструють згоди», що означає перехід від вимоги «ні означає ні» до вимоги «так означає так» для сексу за згодою. Школи можуть включати наркотичне чи алкогольне сп'яніння у свої міркування щодо того, чи дав учень згоду відповідно до цієї політики, так що «п'яний» учень/учениця не може дати згоду. Ця політика є складною для студентства, оскільки невербальні сигнали важко інтерпретувати, а політика заплутана. Крім того, дослідники виявили, що юридичні визначення позитивної згоди не узгоджуються з розумінням і практикою студентів. Також була відмова з боку юридичної спільноти. У травні 2016 року Американський юридичний інститут переважною більшістю голосів відхилив пропозицію схвалити позитивну згоду, яка інакше вимагала б її включення до кримінального кодексу. У листі, написаному до комітету 120 членами, зазначено: «Примушуючи обвинуваченого доводити майже неможливе — те, що сексуальні стосунки були офіційно домовлені на кожному етапі — стандарти позитивної згоди позбавляють обвинуваченого належних процесуальних прав». Суд штату Теннессі також встановив, що студент, якого виключили за політикою позитивної згоди, повинен був довести свою невинуватість, що суперечить юридичній практиці та правам на належний процес.
За політикою Каліфорнії «Так означає так», вищі навчальні заклади Каліфорнії зобов'язані запроваджувати певні протоколи та політику для боротьби з насильством на основі влади, таким як сексуальне насильство в університетських містечках у штаті. Законопроект штату, як і інші законопроекти такого ж ступеня, встановив стандарт згоди, відомий як «тверда згода». Цей стандарт згоди покладає відповідальність за отримання та підтримку згоди на кожного, хто бере участь у статевих актах. Щоб отримати державне фінансування для таких питань, кампуси Каліфорнії відповідають за співпрацю з організаціями як на території кампусу, так і за його межами, щоб надати ресурси та допомогу студентам і зробити такі послуги доступними, коли це необхідно. Вони також повинні демонструвати профілактичні та інформаційно-пропагандистські послуги для громади кампусу через програмування, інформаційні кампанії та освіту. Сюди також входить проведення інформаційних програм, таких як втручання сторонніх спостерігачів для прибулих студентів під час їхньої орієнтації.

### Студентська та організаційна активність
З огляду на те, що вони вважали поганою реакцією інституцій щодо захисту жінок, деякі студентські та інші групи активістів почали підвищувати обізнаність про загрози та шкоду, яку зазнають жінки в кампусі. Перший марш «Поверни ніч» відбувся в 1978 році в Сан-Франциско, а потім поширився на багато студентських містечок. Парад повій — це новий рух проти сексуального насильства.
Деякі особи стали помітними активістами. Емма Сулкович, тоді студентка Колумбійського університету, створила перформанс Mattress Performance (Carry That Weight). Лена Склов, студентка Університету Брауна, потрапила в заголовки газет, заявивши, що однокурсник, який, як повідомляється, вчинив сексуальне насильство над нею, не отримав належного покарання після того, як отримав однорічну дискваліфікацію. Обвинувачений у її справі чоловік публічно заперечив звіт і був визнаний системою кримінального правосуддя невинним. Його визнали відповідальним за перевагу тягару доказів в університеті. Такі випадки викликали суперечки та занепокоєння щодо презумпції невинуватості та належної правової процедури, а також висвітлили труднощі, з якими стикаються університети, намагаючись збалансувати права обвинувача та права обвинуваченого під час розгляду скарг на сексуальне насильство. У 2014 році майже 100 коледжів і університетів мали значну кількість повідомлень про зґвалтування у своїх головних кампусах, причому Університет Брауна та Університет Коннектикуту мають найбільшу річну кількість — по 43 у кожному. Справи Сулкович і Склов призвели до подальших скарг на упередженість чоловіків проти університетів (розділ IX або цивільний) щодо того, як вони вирішували справи.
Шанель Міллер, студентка Каліфорнійського університету в Санта-Барбарі, зазнала сексуального насильства з боку студента Стенфордського університету Брока Тернера після відвідування вечірки братства в Стенфорді. Тернер був звинувачений у п'яти пунктах сексуального насильства, але був засуджений лише до шести місяців ув'язнення. Під час судового процесу Міллер залишалася анонімною під псевдонімом «Емілі Доу», але сколихнула громадськість своєю заявою про вплив на жертву, поклавши початок загальнонаціональному обговоренню. Пізніше вона назвала себе та опублікувала мемуари під назвою «Знай моє ім'я», що поклало початок її активній діяльності щодо зґвалтувань у студентських містечках.
Одна стороння група, UltraViolet, використовувала тактику онлайн-медіа, включаючи рекламу в пошукових системах, щоб тиснути на університети, щоб вони були більш агресивними при розгляді повідомлень про зґвалтування. У їхній кампанії в соціальних мережах використовуються рекламні оголошення, які іноді свідчать про те, що «У якому коледжі найгірша проблема зґвалтування?» та інші провокаційні назви, які з'являються в результатах онлайн-пошуку за назвою цільової школи.
Наша черга, ініціатива канадських студентів, спрямована на припинення сексуального насильства в кампусі, розпочалася в 2017 році. Ініціатива була започаткована трьома студентами Карлтонського університету, включаючи Джейд Куліган Панг, і незабаром поширилася на 20 студентських спілок у восьми провінціях Канади. У жовтні 2017 року «Наша черга» опублікувала опитування, в якому оцінювалася політика сексуального насильства в 14 канадських університетах разом із планом дій для студентських спілок щодо підтримки постраждалих від сексуального насильства. План дій включає створення комітетів «Наша черга» на кампусі для боротьби з сексуальним насильством шляхом запобігання, підтримки та адвокації на кампусі, провінційному та національному рівнях.
У 2019 році студенти Прінстонського університету влаштували сидячу забастовку та кампанію в соціальних мережах щодо реалізації політики Розділу IX щодо випадків сексуального насильства в кампусі Прінстона, що потрапило в заголовки національних газет. Протести були проведені у відповідь на дисциплінарне покарання студента, яке протестувальники вважали помстою.

### Зусилля адміністрації Обами
У 2011 році Міністерство освіти Сполучених Штатів надіслало листа, відомого як лист «Шановний колего», до президентів усіх коледжів і університетів Сполучених Штатів, повторюючи, що розділ IX вимагає від шкіл розслідувати випадки сексуального насильства та виносити судові рішення в кампусі. У листі також зазначено, що школи повинні розглядати ці справи за стандартом «переваги доказів», тобто обвинувачений нестиме відповідальність, якщо буде встановлено, що ймовірність того, що напад стався, становить принаймні 50,1 %. У листі прямо заборонено використання більш суворого стандарту «чітких і переконливих доказів», який використовувався в деяких школах раніше. У 2014 році опитування політики коледжів і університетів щодо насильства, проведене на прохання Сенату США, виявило, що понад 40 % досліджуваних шкіл не проводили жодного розслідування зґвалтування чи сексуального насильства за останні п'ять років, а понад 20 % мали не провели розслідування нападів, про які вони повідомили в Департамент освіти. Захисники жертв вважають, що лист «Шановний колего» дестигматизує сексуальне насильство та заохочує жертв повідомляти. Однак це також створило клімат, коли права обвинувачених вважаються другорядними. Бретт Соколов, виконавчий директор Асоціації адміністраторів розділу IX і президент Національного центру управління ризиками вищої освіти, заявив: «Я думаю, що, напевно, багато коледжів переклали лист „Шановний колего“ як „допоможіть жертві“».
У 2014 році президент Барак Обама заснував робочу групу Білого дому із захисту студентства від сексуального насильства, яка опублікувала звіт, у якому повторюється тлумачення Розділу IX у листі «Шановний колего» та пропонується низка інших заходів для запобігання та реагування на сексуальне насильство на кампусі, наприклад, кліматичні дослідження кампусу та програми втручання сторонніх схожих. Одним із прикладів дослідження клімату в кампусі, яке було розроблено у відповідь на цю робочу групу, є опитування ARC3. Невдовзі після цього Міністерство освіти опублікувало список із 55 коледжів та університетів по всій країні, які вони розслідували на предмет можливих порушень розділу IX щодо сексуального насильства. Станом на початок 2015 року Міністерство освіти США розслідувало 94 різні коледжі та університети щодо звинувачень у зґвалтуванні та сексуальному насильстві.
У вересні 2014 року президент Обама та віце-президент Джо Байден запустили кампанію «Це залежить від нас» у рамках ініціативи щодо припинення сексуального насильства в університетських містечках. Кампанія співпрацювала з багатьма організаціями та кампусами коледжів, щоб змусити студентів взяти на себе зобов'язання припинити сексуальне насильство в кампусах.

#### Критика
Підхід Департаменту освіти до розгляду звинувачень у сексуальному насильстві піддався критиці за те, що він не врахував можливість фальшивих звинувачень, помилкової ідентифікації або помилок слідчих. Критики стверджують, що стандарт «переваги доказів», який вимагає Розділ IX, не є належною основою для визначення вини чи невинуватості та може призвести до неправомірного виключення студентів. Слухання в університеті також піддавалися критиці за те, що вони не забезпечили багато процесуальних гарантій, які гарантує Конституція Сполучених Штатів під час кримінальних процесів, наприклад, право бути представленим адвокатом і право на перехресний допит свідків.
Фонд індивідуальних прав в освіті (Foundation for Individual Rights in Education — FIRE) критикував університетські визначення згоди, які він вважає занадто широкими. У 2011 році FIRE розкритикувала Стенфордський університет після того, як він прийняв студента-чоловіка, відповідального за сексуальне насильство через інцидент, коли обидві сторони пили. FIRE зазначає, що Стенфордське визначення згоди, яке цитується наступним чином: «Людина юридично нездатна дати згоду, якщо вона не досягла 18 років; якщо вона перебуває в стані наркотичного та/або алкогольного сп'яніння», є настільки широким, що сексуальний контакт у стані будь-якого ступеня сп'яніння може вважатися таким, що відбувся без згоди. Пишучи для журналу The Atlantic, Конор Фрідерсдорф зазначив, що студент Стенфорда, який стверджує, що зазнав сексуального насильства у 2015 році, і якому не рекомендували повідомляти про це у службі допомоги жертвам сексуального насильства на кампусі, міг стати об'єктом зустрічного позову на підставі політики Стенфорда з боку жінки-нападниці, яка на той момент була п'яною. FIRE також розкритикувала плакат в Університеті Прибережної Кароліни, який стверджував, що секс відбувається за згодою, якщо обидві сторони повністю тверезі і якщо згода не тільки присутня, але й сповнена ентузіазму. FIRE стверджували, що цей стандарт перетворює звичайні законні сексуальні контакти на сексуальне насильство, навіть якщо алкоголь є дуже поширеним явищем у більшості закладів.
У травні 2014 року Національний центр управління ризиками вищої освіти (National Center for Higher Education Risk Management — NCHERM), юридична фірма, яка консультує коледжі з питань відповідальності, опублікувала відкритий лист до всіх сторін, залучених до проблеми зґвалтування в університетському містечку. У ньому NCHERM висловив похвалу ініціативам Обами щодо припинення сексуального насильства в університетських містечках і звернув увагу на кілька проблемних питань, які вони сподівалися вирішити. Визнаючи вдячність за складнощі, пов'язані зі зміною культури університетського містечка, лист містить прямі поради кожній стороні, залученій до слухань у кампусі, окреслюючи вдосконалення, які NCHERM вважає необхідними для продовження прогресу, досягнутого після видання листа «Шановний колего» у 2011 році. На початку 2014 року група RAINN (Національна мережа зґвалтувань, насильства та інцесту) написала відкритого листа до Білого дому із закликом прибрати увагу до слухань у студентському містечку через відсутність у них відповідальності для тих, хто пережив і жертв сексуального насильства. За словами RAINN, «злочин зґвалтування не відповідає можливостям таких комісій. Вони часто пропонують найгірше з двох світів: не забезпечують захисту обвинуваченим, але при цьому часто катують жертв».
Багато навчальних закладів сьогодні стикаються з розслідуваннями за Розділом IX через нібито відсутність реакції на сексуальне насильство в їх кампусі. Нова політика коледжів породила «кустарну промисловість» експертів для вирішення питань сексуального насильства в їхніх кампусах. «Федеральний департамент освіти закликає коледжі переконатися, що їхня дисциплінарна політика не перешкоджає студентам повідомляти про сексуальні насильства». Коледжі повинні не дотримуватися своєї політики, щоб не звинувачувати своїх жертв-студентів і надавати їм адекватну підтримку. Багато студентських містечок стикаються з тими ж проблемами щодо того, як вирішити проблему сексуального насильства, і вживають заходів для цього, наймаючи команди для розгляду скарг за Розділом IX.
У жовтні 2014 року 28 викладачів юридичної школи Гарвардського університету підписали листа, в якому засуджували зміни в способі обробки повідомлень про сексуальні домагання. У листі стверджувалося, що нові правила порушують належні процесуальні права сторін-відповідачів. У лютому 2015 року 16 членів факультету юридичного факультету Університету Пенсільванії підписали власний подібний лист.
У відповідь на занепокоєння у 2014 році Робоча група Білого дому розробила нові правила, які вимагають від навчальних закладів дозволити обвинуваченим приводити радників і чіткіше прописати свої процедури і те, як вони визначають міру покарання. На додачу до занепокоєння щодо дотримання правових процедур, яких коледжі наразі не зобов'язані дотримуватися, прагнення посилити покарання та постійні дисциплінарні записи в заліковій книжці можуть завадити студентам, визнаним винними, закінчити коледж або вступити до аспірантури. Навіть у випадку незначних правопорушень сексуального характеру непослідовні, а іноді й «розмиті» записи в заліковій книжці можуть суттєво обмежити можливості вибору. Мері Косс, професорка Університету Арізони, у 2014 році стала співавтором рецензованої статті, яка доводить, що «відновне правосуддя», яке може включати консультування, ретельний моніторинг і громадські роботи, є кращою парадигмою, ніж судова модель, яку нагадує більшість комісій, що розглядають справи в університетських містечках.
Деякі критики цієї політики охарактеризували занепокоєння щодо сексуального насильства в університетських містечках як моральну паніку, наприклад, лібертаріанські критики фемінізму Кеті Янг, Лаура Кіпніс і Крістіна Гофф Соммерс, які критикували статистику CDC 1 з 5 стверджуючи про проблеми з його методологією та що він не узгоджується з Бюро статистики юстиції, яке вказує на «приблизно одну з сорока жінок коледжу».

#### Судові позови
Після публікації листа «Шановний колего» студенти-чоловіки подали низку судових позовів проти коледжів та університетів, стверджуючи, що їхні університети порушили їхні права під час розгляду звинувачень у сексуальному насильстві. У квітні 2014 року Університет Ксав'єра уклав мирову угоду в одному з таких судових процесів.
Інші приклади:
- У жовтні 2014 року студент Західного коледжу подав скаргу за Розділом IX проти навчального закладу після того, як його виключили за нібито сексуальне насильство. Напад стався після нічної пиятики, під час якої обидві сторони, як повідомлялося, були вкрай нетверезими. Слідчий, найнятий школою, встановив, що хоча обвинувачувана надіслала кілька текстових повідомлень, які вказували на намір зайнятися сексом, самостійно знайшла спальню обвинуваченого студента і сама увійшла до неї, а також сказала свідкам, що з нею все гаразд, коли вони перевіряли її під час статевого акту, її приблизний рівень сп'яніння означав, що вона була недієздатною і не давала згоди на статевий акт. Поліцейське розслідування, однак, встановило, що «свідки були опитані і погодилися з тим, що жертва і підозрюваний були п'яні [і] що вони обидва були добровільними учасниками, які приймали неправильні рішення».[145][146] Обвинувачений студент намагався подати позов про сексуальне насильство проти своєї обвинувачки, але університет відмовився розглядати його скаргу, оскільки він не збирався зустрічатися зі слідчим без присутності адвоката.[147]
- У березні 2015 року федеральні регулюючі органи (OCR) розпочали розслідування того, як Університет Брандейса розглядає випадки сексуального насильства, що випливає з судового процесу, де студента було визнано винним у сексуальних домаганнях. Обвинуваченому не дозволяли ознайомитися зі звітом, складеним спеціальним слідчим, який визначив його відповідальність, доки не було прийнято рішення.[148][149]
- У червні 2015 року студент Амхерстського коледжу, якого виключили за примус жінки до орального сексу, подав до суду на коледж за те, що той не виявив текстових повідомлень від обвинувачуваної, які свідчили про її згоду і підривали довіру до неї. Звинувачувана заявила, що описала цю зустріч як добровільну, тому що вона «ще не була готова розглянути те, що сталося». У позові стверджується, що розслідування було «вкрай неадекватним». Коли студент пізніше дізнався про сприятливі для нього повідомлення, Амхерст відмовився переглядати справу.[150] У своїй відповіді на позов школа заявила, що процес був справедливим і що студент пропустив семиденне вікно для подання апеляції.[151]
- У липні 2015 року каліфорнійський суд постановив, що Каліфорнійський університет у Сан-Дієго (UCSD) діяв неналежним чином, використовуючи глибоко недосконалу систему для розгляду звинувачень у сексуальному насильстві та покарання обвинуваченого на основі процесу, який порушував його права. Студенту не було надано належної можливості оскаржити звинувачення, а колегія суддів покладалася на інформацію, яку навмисно приховували від студента, незважаючи на неодноразові запити. Суддя також зробив зауваження декану, який збільшував покарання студента без пояснення причин щоразу, коли той подавав апеляцію, в той час як адвокат студента критикував декана за ймовірний конфлікт інтересів.[152]
- У серпні 2015 року суддя штату Теннессі виніс рішення проти Університету Теннессі-Чаттануга, який виключив студента за зґвалтування на підставі політики «так-значить-так». Студент був виправданий навчальним закладом, який пізніше змінив свою думку під час апеляції, використовуючи політику позитивної згоди. Суддя встановив, що школа не мала доказів того, що обвинувачуваний не давав згоди, і визнав, що школа «неправомірно переклала тягар доказування і нав'язала» студенту «неспроможний стандарт», щоб спростувати звинувачення в тому, що він напав на одногрупницю.[153][154]
- У червні 2017 року розділена колегія апеляційного суду п'ятого округу Сполучених Штатів визнала, що Х'юстонський університет не порушив статтю про належну правову процедуру чи розділ IX Конституції, коли він відрахував студента за вчинення сексуального насильства в кімнаті гуртожитку, а потім залишив оголену жертву в ліфті гуртожитку, а також його подругу, яка зняла на відео напад і поширила відео в соціальних мережах.[155]
- Колишній студент Бостонського коледжу відсудив у своєї альма-матер понад 100 000 доларів після того, як федеральний суд присяжних визнав, що приватна неприбуткова установа неправильно розглянула звинувачення в сексуальному насильстві, висунуті проти нього. Ця справа є знаковою, оскільки це перший позов про сексуальне насильство проти університету, який дійшов до суду присяжних з 2011 року, коли адміністрація Обами переписала правила, за якими посадові особи коледжів повинні розслідувати та вирішувати справи про сексуальне насильство в кампусах.[156]
- У лютому 2022 року Каліфорнійський університет погодився виплатити майже 250 мільйонів доларів понад 200 жінкам, які ймовірно зазнали сексуального насильства з боку гінеколога університетського містечка.[157]

### Зусилля адміністрації Трампа
22 вересня 2017 року Бетсі ДеВос, міністр освіти в адміністрації Трампа, скасувала деякі вказівки епохи Обами щодо сексуального насильства в університетських містечках. Скасовані вказівки включали: низький рівень доказів для встановлення вини, 60-денний період розслідування та заборону посередництва між залученими сторонами.
У травні 2020 року ДеВос опублікував доопрацьований новий набір правил відповідно до Розділу IX. Деякі з нових правил передбачають, що працівники, такі як викладачі, спортивний персонал тощо, більше не зобов'язані повідомляти про сексуальні домагання, а ті, хто проходить через розслідування проступків, зобов'язані проводити слухання в прямому ефірі з можливістю перехресного допиту обвинувачуваного. Якщо напад стався за межами кампусу, він більше не підпадає під захист Розділу IX. Це відбувається незалежно від того, чи є студентами будь-яка або всі сторони, що беруть участь в інциденті. Звинувачення повинні відповідати новим критеріям, щоб бути офіційно розслідуваними, в іншому випадку школи мають право закрити справу. Кетрін Неш, адвокат з питань вищої освіти в Lathrop GPM, стверджує, що «за новими правилами, щоб відповідати визначенню сексуальних домагань, поведінка „має бути настільки серйозною, поширеною і об'єктивно образливою, що фактично відмовляє особі в рівному доступі до освітньої програми або діяльності одержувача, так що це, безумовно, більший тягар“».

#### Критика/Загальна відповідь

##### РеакціяКаліфорнійського університету
Після оголошення нових остаточних правил Розділу IX президент системи UC Джанет Наполітано опублікувала заяву у відповідь. У цій заяві Наполітано оголосили про свою опозицію до цих нових правил. Система UC вважає, що разом із викликами, з якими стикається COVID-19, ці нові правила лише посилять бар'єр, який уже існує, коли йдеться про звітність. Їхнє найбільше занепокоєння викликане прямим іспитом, якому будуть піддані студенти, якщо офіційна скарга перетвориться на розслідування. Також вважається, що нижчі стандарти в школах «послаблюють чесну та справедливу політику, на встановлення якої були потрібні десятиліття». Однак були аспекти, з якими система погодилася, наприклад, включення насильства у стосунках до суміші.

### Програми коледжу
Деякі коледжі та університети вжили додаткових заходів для запобігання сексуальному насильству на кампусі. До них належать освітні програми, розроблені для інформування учнів про фактори ризику та стратегії запобігання, щоб уникнути віктимізації, освітні програми для спостерігачів (які заохочують учнів виявляти та розв'язувати ситуації, які можуть призвести до сексуального насильства), а також кампанії в соціальних мережах для підвищення обізнаності про сексуальне насильство. FYCARE є одним із прикладів освітньої програми, призначеної для інформування студентів, яку запровадив Університет Іллінойсу. FYCARE — це нова студентська програма, яку зобов'язаний пройти кожен студент університету. Він зосереджений на інформуванні студентів про сексуальне насильство в кампусі та про те, як вони також можуть долучитися до боротьби з сексуальним насильством. Весела банерна кампанія у великому університеті дала позитивні результати, що свідчить про те, що оптимістична кампанія може залучити студентів до продуктивної розмови.
Програми Bystander Intervention — це система, яку пропагують багато шкіл, щоб допомогти учням відчути себе уповноваженими та обізнаними. Програма надає навички для ефективної допомоги у запобіганні сексуальному насильству. Це дає специфіку, яку студенти можуть використовувати для запобігання сексуальному насильству, зокрема називати та припиняти ситуації, які можуть призвести до сексуального насильства, до того, як воно станеться, втручатися під час інциденту та виступати проти ідей та поведінки, які підтримують сексуальне насильство. Декілька шкіл, які наразі просувають програму, це Громадський коледж округу Джонсон, Массачусетський університет, Массачусетський технологічний інститут і Чиказький університет Лойоли.
Одне дослідження показало, що великий відсоток студентів знають жертв сексуального насильства, і ці особисті знання різняться між етнічними групами. Ці висновки мають значення для програм коледжу, припускаючи, що зусилля з профілактики повинні бути адаптовані до групи, для якої призначена програма.

### Медіа та активізм
Медіа формують уявлення та ставлення учнів щодо сексуального насильства.
Відтоді, як з'явилися медіа, студенти знайшли способи включити їх у свою боротьбу проти сексуального насильства в коледжах, університетах та інститутах. Соціальні мережі є важливим інструментом у студентських містечках, який просуває розмову далі, розвінчує міфи, допомагає надавати освіту та підтримку жертвам та їхнім союзникам. Це також інструмент, який використовується для активізму, в даному випадку — студентського. Студентський активізм — це організація або рух, що просуває систематичні зміни в університетському містечку.
До появи соціальних медіа активізм був більш упередженим і не вдавався до прихованих упереджень раси, статі та класу. Онлайн-активізм і медіа продемонстрували новий спосіб забезпечення інклюзивності для тих, хто є частиною маргіналізованих груп. Медіа зробили це, забезпечивши відкриту платформу для студентів і простір для людей, щоб ділитися історіями, що допомагає жертвам і постраждалим почуватися менш ізольованими та зцілитися від пережитого. Соціальні медіа також допомагають студентським активістам спілкуватися з іншими студентськими активістами в інших кампусах, що створює спільноту та продовжує прогрес у боротьбі з сексуальним насильством у коледжах.
Вважається, що мейнстрімові медіа переважно зображують стереотипи білих жінок. Соціальні медіа борються з цим, дозволяючи активістам мати простір для вирішення проблеми міжсекторального характеру сексуального насильства у спосіб, яким цього не роблять мейнстрімові медіа. Медіа також подають міфи про зґвалтування, неправдиві звинувачення та не завжди надають усі факти справи. Це може спричинити культуру, коли жертви в університетському містечку коледжу вагаються повідомляти про сексуальне насильство.
Ефективні медіа-кампанії, спрямовані на підвищення обізнаності учнів, не можуть бути створені без розуміння взаємовідносин учнів із засобами масової інформації та їхнього мислення щодо сексуального насильства. Повторювані повідомлення про сексуальне насильство в медіа допоможуть учням зрозуміти важливість цієї теми. Проведення кампаній, спрямованих на виправлення хибних уявлень учнів про сексуальне насильство, може допомогти зменшити кількість міфів і стереотипів.
Функція хештегу та обміну на платформах соціальних мереж допомагає охопити аудиторію та демографічні показники, які, можливо, не бачили цього інакше. Молодше покоління, наприклад студенти, використовують соціальні мережі як основне джерело для отримання інформації. Хештеги важливі, коли мова заходить про поінформованість про сексуальне насильство в університетських містечках, оскільки вони створюють легкий доступ до спільноти підтримки для постраждалих, жертв і активістів. Ті, хто вижив, можуть поділитися своїми історіями, які потім можуть вплинути та допомогти новим і старим жертвам, які працюють над одужанням. #MeToo є ключовим моментом у залученні медіа та прикладом використання хештегів.

## Іноземні студенти
У міру розвитку системи освіти в усьому світі все більше студентів мають можливість навчатися за кордоном і здобувати знання та досвід. Іноземні студенти можуть стати жертвами домашнього насильства, сексуальних домагань, психологічного та фізичного насильства. Жінки-міжнародні студентки часто опиняються в незручній ситуації, коли відбуваються такі напади, і можуть не вміти як реагувати на ці ситуації. Жінки-іноземні студентки можуть відчувати дискомфорт і, можливо, не знати, як реагувати на напади. Американці використовують іноземних студенток, знаючи, що вони можуть не повністю розуміти англійську або не розмовляти нею. Рівень сексуального насильства поширений серед місцевих студентів, а не іноземних студентів. Іноземні студенти рідше стають жертвою, ніж місцеві студенти. Проте дослідження показують, що іноземні студентки мають більший ризик стати жертвою сексуального насильства, ніж студенти-чоловіки. Дослідження показують, що серед студентів, пов'язаних із азіатською спільнотою, які навчаються в університеті/коледжі Сполучених Штатів, рівень сексуального насильства на кампусі становить 7 %. Університети/коледжі в Сполучених Штатах розуміють наслідки сексуального насильства в студентських містечках і знаходять способи знизити їх відсоток.

### Розрив між культурами та вплив сексуальних насильств
За Pryor et al. (1997), визначення сексуального насильства може відрізнятися залежно від країни та культури, і деякі студенти не знають, яка поведінка вважається сексуальним домаганням у країні чи культурі, де вони навчаються. Дослідження, проведене Pryor et al. повідомили, що студенти коледжу визначають сексуальні домагання в Німеччині, Австралії, Бразилії та Північній Америці. Вони виявили, що найчастіша реакція північноамериканців, австралійців і німців включає небажані вербальні або фізичні сексуальні увертини. Найпоширенішою відповіддю бразильських студентів коледжу було «спокусити когось, бути більш інтимними (сексуальними), завести роман». Крім того, вони виявили, що австралійці, німці та північноамериканці визначають сексуальні домагання як зловживання владою, гендерну дискримінацію та шкідливу сексуальну поведінку. Бразильці визначили сексуальні домагання як нешкідливу спокусливу поведінку. У цьому випадку певні групи студентів, які мають нижчі стандарти сексуального насильства, легше піддаються нападу. Якщо учні не можуть підтвердити, чи відповідатиме тип нападу визначенню сексуального насильства в країні та культурі, вони ризикують проявити поведінку, наприклад втрату морального духу, незадоволення своїми кар'єрними цілями або погану успішність у школі.

### Освіта
Рівні сексуальної освіти можуть відрізнятися в різних країнах, що створює ризик нерозуміння національних визначень сексуального насильства та його правових наслідків. Якщо студента визнають винним у скоєнні сексуального насильства, це може призвести до його відрахування з коледжу або вплинути на його візовий статус. Деякі кампуси проводять орієнтаційні програми для іноземних студентів протягом кількох днів після їхнього прибуття, де розповідають про шкільні закони та способи вирішення небезпечних ситуацій. Ці програми можуть не враховувати, чи знайомий студент з темами, які обговорюються, або потенційні мовні чи культурні бар'єри.

## Подальше читання
- Landis Dauber, Michele; Warner, Meghan O. (2019). Legal and Political Responses to Campus Sexual Assault. Annual Review of Law and Social Science. 15 (1): 311—333. doi:10.1146/annurev-lawsocsci-101317-031308.

- Bain, Kristen (September–October 2002). Rape culture on Campus. Off Our Backs. 32 (9–10): 26—27. JSTOR 20837660.
- Armstrong, Elizabeth A.; Hamilton, Laura; Sweeney, Brian (November 2006). Sexual assault on campus: a multilevel, integrative approach to party rape. Social Problems. 53 (4): 483—499. doi:10.1525/sp.2006.53.4.483. JSTOR 10.1525/sp.2006.53.4.483. S2CID 1439339.
- Gibbard Cook, Sarah (July 2012). Sarah Fernandez (interviewee) Mark Houlemarde (interviewee). How to progress from a rape-supportive culture. Women in Higher Education. 21 (7): 19—20. doi:10.1002/whe.10348.
- Giraldi, Ashley; Monk-Turner, Elizabeth (May–June 2017). Perception of rape culture on a college campus: A look at social media posts. Women's Studies International Forum. 62: 116—124. doi:10.1016/j.wsif.2017.05.001.